# سلوین کالورلی
سلوین کالورلی (انگلیسی: Selwin Calverley; ۴ ژوئیهٔ ۱۸۵۵ – ۳۰ دسامبر ۱۹۰۰) قایقران قایق بادبانی اهل بریتانیا بود.